# Segisaurus
Segisaurus var en liten köttätande dinosaurie från den tidiga juraperioden. Fossil hittades i Arizona i västra USA. De är uppskattningsvis 190 till 183 miljoner år gamla.
Exemplaren blev uppskattningsvis 1,5 meter långa men de kända fossilen kommer antagligen från ungdjur.
Släktet är uppkallat efter dalgången där fossilen hittades.